# 439

## Nașteri
- dată necunoscută: Sfântul Sava cel Sfințit  (d. 532)

## Decese
- 31 decembrie: Melania Romana  (n. 383)